# Jack Lauterwasser
John Jacob „Jack“ Lauterwasser (* 4. Juni 1904 in London; † 2. Februar 2003 in Bath) war ein britischer Radrennfahrer und Fahrradbauer.

## Biographie

### Jugend und Anfänge als Rennfahrer
Der Vater von Jack Lauterwasser stammte aus Bayern und wanderte von dort zunächst nach Frankreich und dann nach England aus, wo er eine Britin heiratete. Die Eltern lebten in ärmlichen Verhältnissen nahe der Oxford Street, wo sie ein Geschäft für Pasteten betrieben. Als der Erste Weltkrieg ausbrach, musste der Vater nach Deutschland zurückkehren, da er nicht die britische Staatsangehörigkeit besaß. Die Familie blieb in London, und Jack Lauterwasser musste sich gemeinsam mit seiner Mutter um den Unterhalt der Familie kümmern. Lauterwasser war als Auslieferer für einen Gemüseladen auf dem Fahrrad tätig, über dem die Familie nun in einem möblierten Apartment lebte. Gegen Kriegsende schloss sich Lauterwasser dem Finsbury Park Clyde Club an; an seinem 14. Geburtstag gewann er ein Rennen über 25 Meilen. 1924 stellte er einen nationalen Rekord über 25 Meilen auf.

### Teilnahme an den Olympischen Spielen
1928 startete Jack Lauterwasser bei den Olympischen Spielen in Amsterdam im Straßenrennen, das als Einzelzeitfahren durchgeführt wurde. In der Einzelwertung belegte er Platz fünf, in der Mannschaftswertung im Straßenradsport errang er gemeinsam mit Frank Southall, John Middleton und Charles Marshall die Silbermedaille.

### Lauterwasser als Fahrradbauer
1929 eröffnete Lauterwasser in London ein Fahrradgeschäft und baute vor allem leichte Rennräder unter seiner eigenen Marke „Lauterweight“. Besonders gefragt waren seine speziell geformten Lenker, die heute wieder gefertigt werden. Als es zu finanziellen Problemen kam, nahm er eine Stelle bei Rudge und später bei BSA an, die für das Militär Falträder baute. Anschließend arbeitete er bis in die 1960er Jahre hinein für Raleigh. 
Jack Lauterwasser hatte zahlreiche innovative Ideen für den Fahrradbau. Als er einen Aufsatz darüber veröffentlichte, wie eine Vier-Gang-Schaltung von Sturmey-Archer in eine Fünf-Gang-Schaltung umgebaut werden konnte, wurde er von Raleigh entlassen; ab 1965 war er für Alex Moulton tätig. Jack Lauterwasser arbeitete, bis er 90 Jahre alt war, und fuhr bis ins hohe Alter längere Radtouren.